# Cepari
Cepari é uma comuna romena localizada no distrito de Argeş, na região de Muntênia. A comuna possui uma área de 38.62 km² e sua população era de 2379 habitantes segundo o censo de 2007.